# Sauermilchkäse

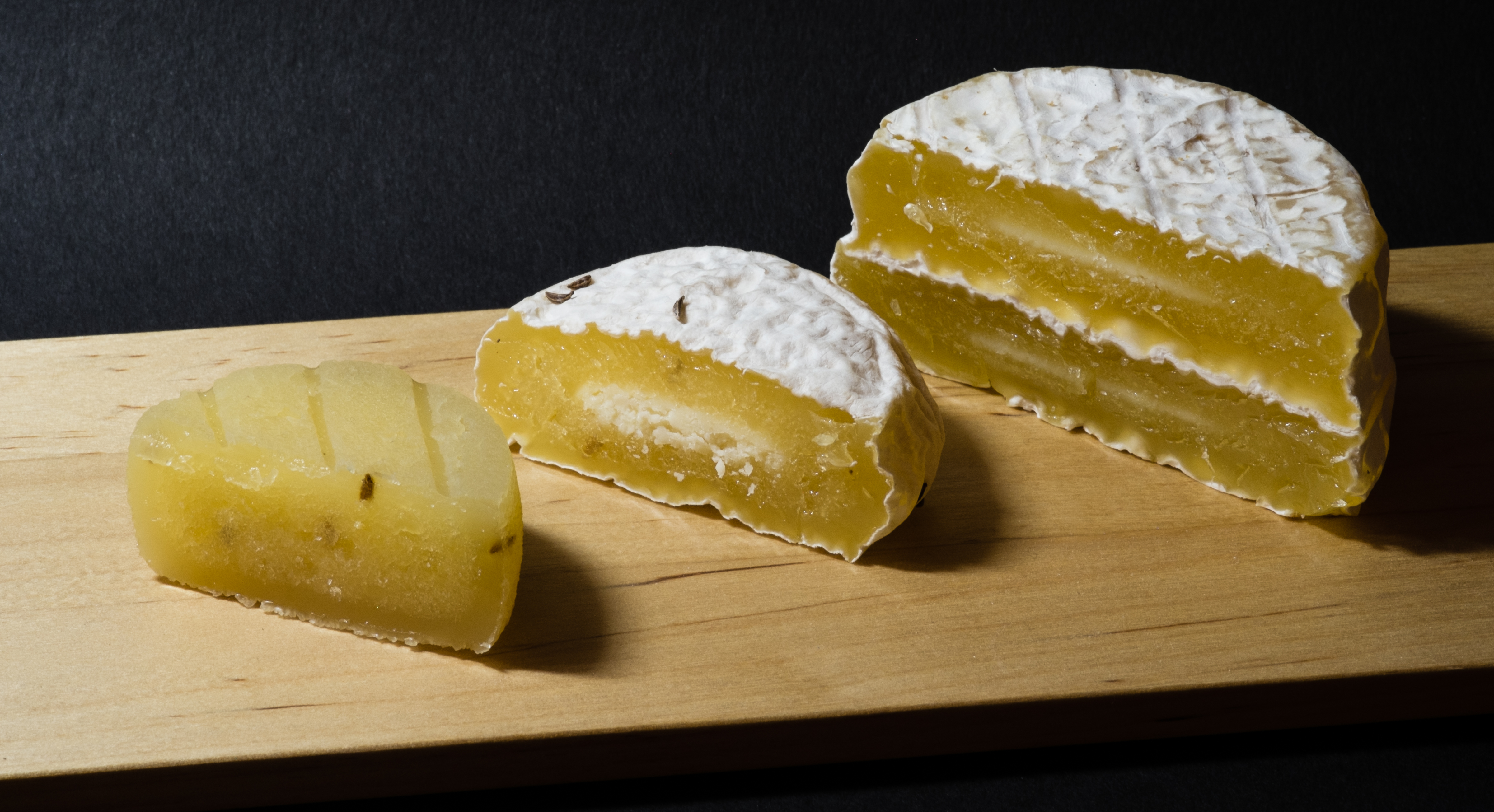
Verschiedene Sauermilchkäse im Anschnitt: Hinten ein Korbkäse, davor ein Harzer Thekentaler und vorn ein Harzer Käse

Sauermilchkäse ist ein Käse aus Milch, die durch Gärung mit Milchsäurebakterien dickgelegt wird. Obwohl dies auf viele Käse zutrifft, insbesondere Frischkäse einschließlich Speisequark, versteht man unter Sauermilchkäse im eigentlichen Sinne nur gereifte Sorten, die aus Quark mittels Reifungsmitteln, Salzen und anderen Zugaben hergestellt werden. Bei dem verwendeten Quark handelt es sich nicht um den handelsüblichen Speisequark, sondern um Sauermilchquark, auch Käsereiquark genannt, ein Halbfertigerzeugnis der Molkereiwirtschaft. Anders als Speisequark wird dieser ohne Lab oder Labersatzstoffe dickgelegt; bei einigen Käsesorten gibt man aber zusätzlich auch Labquark hinzu.

## Sorten
Die deutsche Käseverordnung bestimmt drei verschiedene Standardsorten aus der Gruppe der Sauermilchkäse. Alle werden in Magerstufe hergestellt (unter 10 % Fett i. Tr.) und dürfen mit Kümmel oder natürlichem Kümmelaroma gewürzt werden. Unterschieden wird zwischen zwei Typen: „Gelbkäse“ – mit Gelb- oder Rotschmierebakterien gereift und „Edelschimmelkäse“ mit Camembertschimmel.
- Harzer-Käse, Mainzerkäse: Gelbkäse, Gewicht 25–125 g.
- Handkäse, Bauernhandkäse, Korbkäse, Stangenkäse, Spitzkäse: Gelb- wie auch Edelschimmelkäse, Gewicht 25–125 g.
- Olmützer Quargel: Gelbkäse, Gewicht lediglich 12–17 g

Den ebenfalls aus Sauermilchquark hergestellten Kochkäse rechnet die Verordnung dagegen zu den Schmelzkäsen.
Das Österreichische Lebensmittelbuch definiert folgende Sauermilchkäsesorten:
- Sauermilchkäse mit Rotkultur, insbesondere Quargel: Reifung mit Rotschmierebakterien, scheibenförmige Laibe von ca. 4,5 cm Durchmesser, Verpackung in Rollen
- Graukäse (darunter der Tiroler Graukäse): Schimmelreifung, als Laib oder Stange mit 300–4000 g.
- Ennstaler Steirerkäse: Aus erhitztem, nachgewärmtem Quark, gewürzt mit Salz und Pfeffer, gereift mit natürlichen Schimmel- und Hefepilzen, kegelstumpfförmige Laibe bis 2500 g
- Vorarlberger Sauerkäse: Kleine Blöcke von ca. 200 g oder Laibe, speckige Oberfläche
- Kochkäse

Auch ein Sauermilchkäse ist der Würchwitzer Milbenkäse, der dadurch einzigartig ist, dass nicht Bakterien oder Schimmelpilze, sondern Milben – also tierische Organismen – die Reifung bewirken.
Andere Käsesorten mit Säurefällung zählen allenfalls als Sauermilchkäse im weiteren Sinne. Hierunter zählen beispielsweise Speisequark, der heutzutage im Allgemeinen mit Zusatz von Lab hergestellt wird (in früheren Zeiten war das nicht üblich), und Zigerkäse, bei dem die Caseinfällung aus einem Gemisch von Magermilch und Molke mittels zugesetzter Säure und Erhitzung erfolgt.

## Herstellung

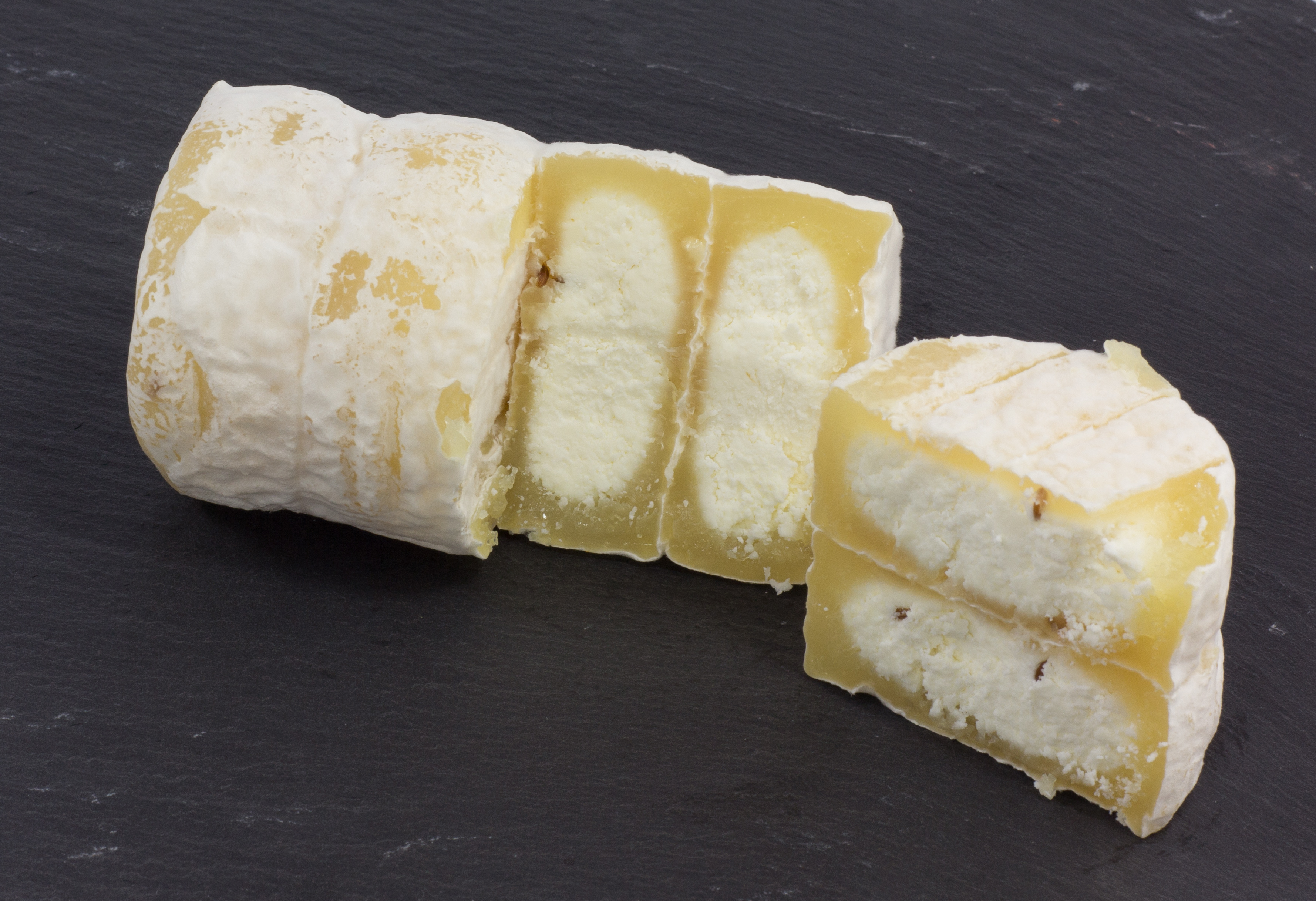
Sehr junger Handkäse mit deutlichem Kern aus Sauermilchquark

Ausgangsprodukt für die Herstellung von Sauermilchkäse ist entrahmte Milch, die zunächst zu Sauermilchquark verarbeitet wird. Hierzu wird sie mit einer Säuerungskultur aus Milchsäurebakterien beimpft und bei hohen Temperaturen (üblicherweise 38–40 °C, doch kommen auch andere Verfahren vor) innerhalb weniger Stunden dickgelegt. Die entstandene Dickete wird geschnitten und mechanisch bearbeitet und die Molke gründlich abgeschieden, wozu in der traditionellen Herstellungsweise die Masse in Säcken oder in einer sogenannten Quarkpresse zu einem festen Quark ausgedrückt wird, den man anschließend noch in einer Quarkmühle mahlt. Die angestrebte Trockenheit richtet sich nach dem beabsichtigten Verwendungszweck: Schimmelkäse werden etwas feuchter gearbeitet; für längere Haltbarkeit des Quarks kann der Molkeaustritt auch gefördert werden, indem man den Quark erhitzt. Die Herstellung des Sauermilchquarks erfolgt oftmals in Molkereien, die ihn dann als Halbfertigerzeugnis an die Käsehersteller liefern. Das deutsche Bundeskartellamt stellte anlässlich eines Zusammenschlussverfahrens im Jahre 2008 fest, dass es (wohl bezogen auf den deutschen Markt) nur einen Hersteller von Sauermilchkäse gab, der auch den Sauermilchquark selbst herstellte, nämlich die Unternehmensgruppe Theo Müller.
Die Weiterverarbeitung richtet sich danach, welche Käsesorte hergestellt werden soll. In der Regel wird der Sauermilchquark in der Käserei erneut gemahlen und dann mit Reifungsmitteln, Salz und gegebenenfalls Gewürzen (wie zum Beispiel Kümmel) versetzt. Die Reifungsmittel sind etwa Natron oder Calciumcarbonat und dienen dazu, die ausgeprägte Säure des Quarks teilweise zu neutralisieren.

### Gelb- und Rotschmierekäse
Zur Herstellung von Sauermilchkäse mit Gelb- bzw. Rotschmiere wird der Quark zu kleinen Laiben geformt und einige Tage im sogenannten Schwitzraum bei warmer, sehr feuchter Luft gelagert. Währenddessen wachsen auf den Laibchen Kahmhefen und entsäuern die Oberfläche, wodurch eine glatte „Fetthaut“ sich bildet und eine Besiedelung durch Gelb- oder Rotschmierebakterien erst möglich wird. Nach Ende des Schwitzvorgangs werden die Käse mit Salzwasser, das Rotkulturen enthält, benetzt und kühler gelagert, nach einigen weiteren Tagen sind sie verpackungsfertig.

### Schimmelkäse

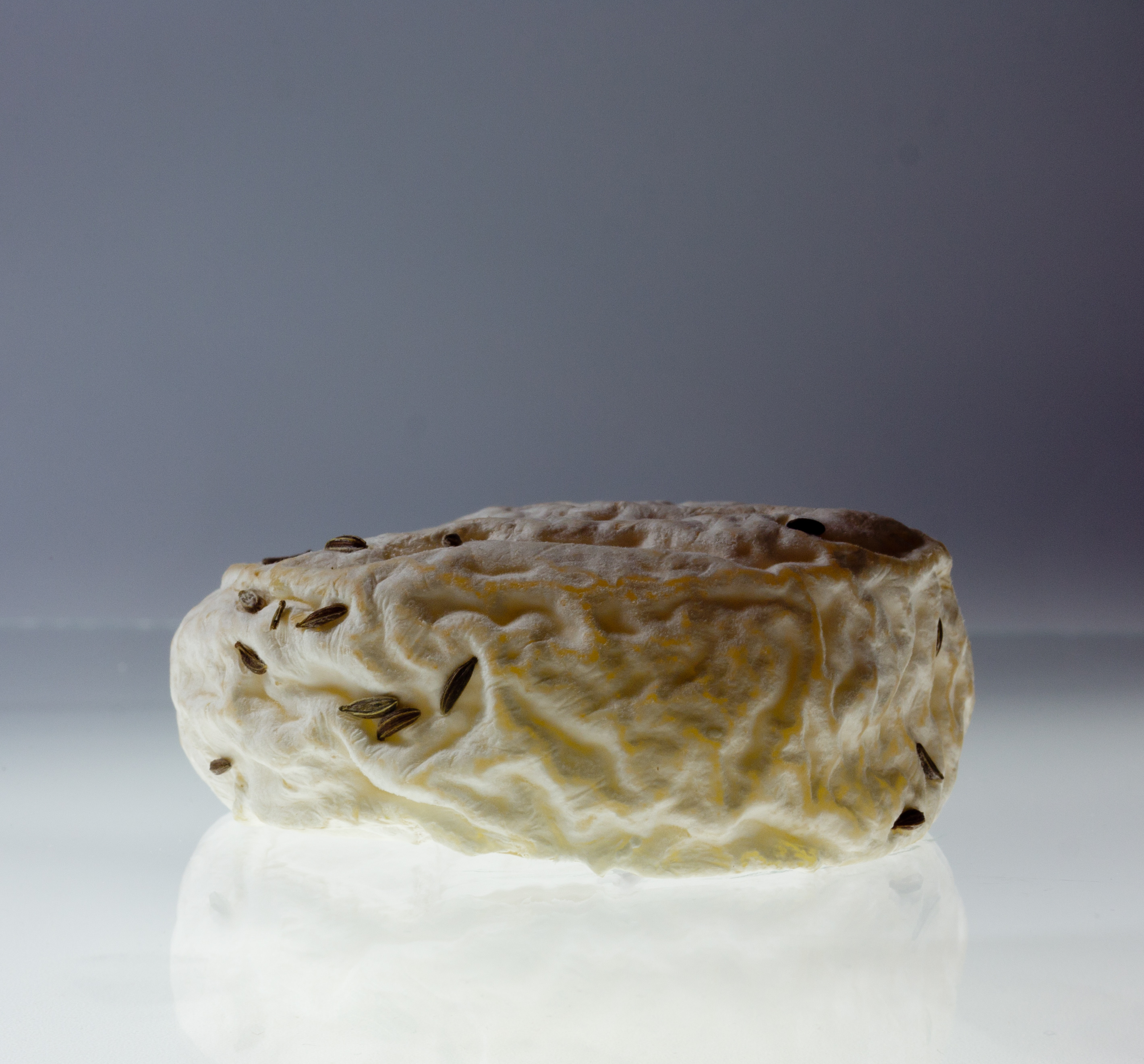
Harzer Thekentaler, Sauermilchkäse mit Weißschimmelbewuchs

Zur Herstellung von Weiß- oder Blauschimmelkäse wird der Sauermilchquark schwächer gesalzen und etwas weniger stark neutralisiert. Außerdem wird für einige Sorten in erheblichem Maße Labquark zugesetzt, dessen Herstellung der des Sauermilchquarks ähnlich ist, nur dass die Milch anstelle von Milchsäurebakterien mit Lab dickgelegt wird. Der Schwitzvorgang entfällt hier, die Laibe werden gleich nach dem Formen mit Schimmelkulturen besprüht oder bestrichen (teils mischt man die Kulturen auch in den Quark ein) und zum Reifen 6–7 Tage bei 17–19 °C gelagert. Danach können sie noch kühl weiterreifen oder verpackt werden.

### Kochkäse

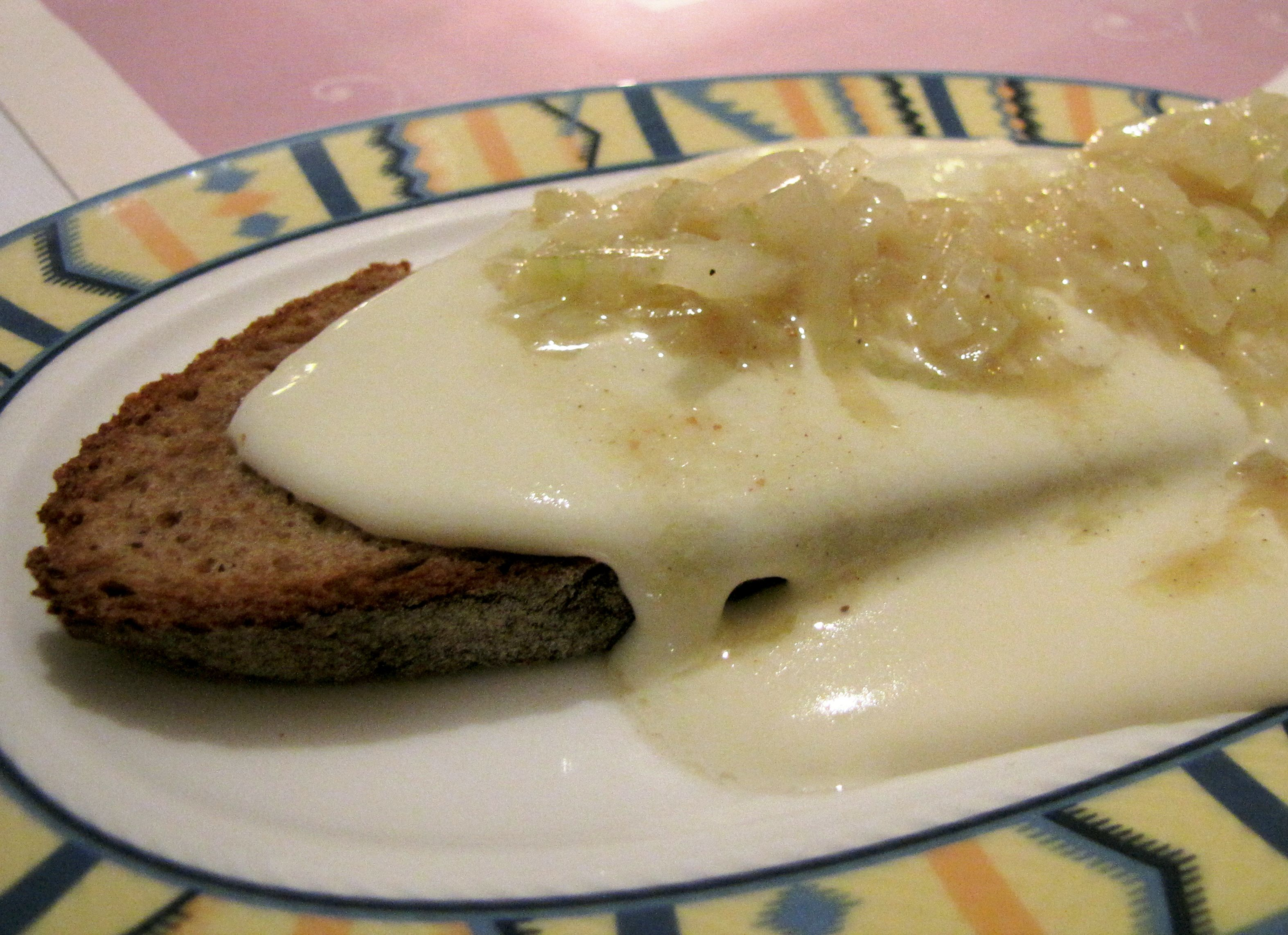
Kochkäse, Zubereitung als Kochkäse mit Musik

Zur Herstellung von Kochkäse werden keine Laibe geformt, auch ist die Zugabe von Reifungsmitteln nicht obligatorisch. Man breitet den Quark zu einer losen Schicht aus und lässt ihn einige Tage reifen, bis er gelblich und glasig wird. Sodann wird er „gekocht“, womit eine Erhitzung auf höchstens 75 °C, zur Erzielung von längerer Haltbarkeit höchstens 90 °C gemeint ist. Je nach der beabsichtigten Dünnflüssigkeit des Käses werden 10–20 % Wasser oder Magermilch zugegeben, zur Herstellung von fetterem Käse auch Butter und Rahm. Das Kochen dauert an, bis die Konsistenz homogen und sirupartig ist. Erst zum Schluss wird der Käse gesalzen und gewürzt und dann abgefüllt.

## Eigenschaften
Harter Sauermilchkäse hat anfangs eine krümelige, quarkähnliche Festigkeit, die sich im Verlauf der sehr kurzen Reifung von außen nach innen in eine kompakt-elastische verwandelt. Die Farbe verändert sich von Weiß zu einem durchscheinenden, gelblichen Ton. Dabei entwickelt sich ein würziger Geschmack, begleitet von einem strengen Geruch.
Sauermilchkäse ist sehr reich an Proteinen (Eiweißen), arm an Kohlenhydraten, und enthält im Gegensatz zu den meisten anderen Käsesorten nur sehr wenig Fett. Ein typischer Sauermilchkäse besteht zu knapp 30 Prozent aus Proteinen, aber zu weniger als einem Prozent aus Kohlenhydraten und Fett. Diese Eigenschaft macht ihn zu einem wertvollen Nahrungsmittel für Menschen, die eine Gewichtsreduktion und/oder Muskelaufbau anstreben.
Sauermilchkäse schmilzt leicht und kann dadurch gut in der Küche, etwa zur Bindung etwa von Kaspressknödeln, verwendet werden.